# 堀池巧
堀池 巧（ほりいけ たくみ、1965年9月6日 - ）は、静岡県清水市（現・静岡県静岡市清水区）出身の元サッカー選手、サッカー指導者、サッカー解説者。現役時代はディフェンダーとして活躍、日本代表にも選ばれた。
清水東高校時代は大榎克己、長谷川健太とともに「清水東三羽烏」として知られ、日本サッカーリーグ(JSL)の読売クラブ（現東京ヴェルディ）を経て1992年、Jリーグ発足に備えて設立された清水エスパルスに入団。エスパルス草創期の中心的な選手として活躍した。セレッソ大阪への期限付き移籍を経て、1999年シーズン限りで引退した。
主に右サイドバックを務め、日本代表や清水エスパルスでもこのポジションが多かったが、読売クラブ時代の1988年に守備的MF、1989年から1992年までセンターバックとして加藤久とコンビを組み、セレッソ大阪に移籍した晩年にもこのポジションを務めるなど守備のユーティリティープレーヤーとして活躍した。
次男は、フジテレビアナウンサーの堀池亮介。

## 略歴

### クラブ
少年時代に清水FCの一員として全日本少年サッカー大会で優勝、高校時代に清水東高校の一員として高校選手権で優勝するなどサッカーの町清水が育てたエリート選手として名を馳せる。清水東高校時代は大榎克己、長谷川健太とともに「清水東三羽烏」として知られた。堀池は1年生途中までは右ウイングだったが、ジュニアユース日本代表の合宿に呼ばれた際、監督の藤田一郎とコーチの岡村新太郎によって右サイドバックへとコンバートされる。順天堂大学時代を経て、1988年に日本サッカーリーグ(JSL)の読売クラブに加入。1988-89シーズンから1991-92シーズンまで4年連続でベストイレブンに選出される。
1992年、Jリーグ発足に備えて設立された清水エスパルスに移籍。5月22日の鹿島アントラーズ戦でJリーグ初ゴールを決めた。1993年シーズンにベストイレブンに選ばれる。1998年、オズワルド・アルディレスとの意見の食い違いから出場機会を失い、1998年9月よりセレッソ大阪に期限付き移籍。アルディレスから清水の監督を引き継いだスティーブ・ペリマンからバックアッパーとして復帰を乞われ、1999年10月に清水に復帰。1999年シーズン終了時に現役を退き、長谷川とともにチームの取締役としてフロントの立場からの助言を行ったが、2003年にそれを退く。

### 日本代表
順天堂大学時代の1986年に日本代表に初選出、そのままレギュラーに定着し、以降、1993年のハンス・オフト監督時代にドーハの悲劇を経験するなど58試合に出場している。日本代表では主に右サイドバックとしてプレーした。

### 引退後
引退後は解説者となり、2002年から2010年までテレビ朝日のサッカー番組『やべっちFC〜日本サッカー応援宣言〜』にコメンテーターとしてレギュラー出演。
2012年販売のサッカーゲーム、FIFA13 ワールドクラスサッカーにおいて解説を務めている。
2013年7月、JFA 公認S級コーチに認定される。
2014年4月に、順天堂大学スポーツ健康科学部准教授および蹴球部監督に就任した。

## 所属クラブ
- 1981年 - 1983年 静岡県立清水東高校
- 1984年 - 1987年 順天堂大学
- 1988年 - 1992年 読売クラブ
- 1992年 - 1999年 清水エスパルス
  - 1998年9月 - 1999年10月 セレッソ大阪（期限付き移籍）

## 個人成績
| 国内大会個人成績 | 国内大会個人成績 | 国内大会個人成績 | 国内大会個人成績 | 国内大会個人成績 | 国内大会個人成績 | 国内大会個人成績 | 国内大会個人成績 | 国内大会個人成績 | 国内大会個人成績 | 国内大会個人成績 | 国内大会個人成績 |
| 年度             | クラブ           | 背番号           | リーグ           | リーグ戦         | リーグ戦         | リーグ杯         | リーグ杯         | オープン杯       | オープン杯       | 期間通算         | 期間通算         |
| 年度             | クラブ           | 背番号           | リーグ           | 出場             | 得点             | 出場             | 得点             | 出場             | 得点             | 出場             | 得点             |
| 日本             | 日本             | 日本             | 日本             | リーグ戦         | リーグ戦         | JSL杯/ナビスコ杯 | JSL杯/ナビスコ杯 | 天皇杯           | 天皇杯           | 期間通算         | 期間通算         |
| ---------------- | ---------------- | ---------------- | ---------------- | ---------------- | ---------------- | ---------------- | ---------------- | ---------------- | ---------------- | ---------------- | ---------------- |
| 1988-89          | 読売             | 13               | JSL1部           | 19               | 0                | 3                | 0                | 3                | 0                | 25               | 0                |
| 1989-90          | 読売             | 7                | JSL1部           | 22               | 0                | 4                | 0                | 4                | 1                | 30               | 1                |
| 1990-91          | 読売             | 4                | JSL1部           | 22               | 1                | 2                | 0                | 2                | 1                | 26               | 2                |
| 1991-92          | 読売             | 4                | JSL1部           | 22               | 0                | 5                | 0                | 5                | 0                | 32               | 0                |
| 1992             | 清水             | -                | J                | -                | -                | 11               | 1                | 3                | 1                | 14               | 2                |
| 1993             | 清水             | -                | J                | 36               | 1                | 1                | 0                | 4                | 0                | 41               | 1                |
| 1994             | 清水             | -                | J                | 44               | 2                | 1                | 0                | 1                | 0                | 46               | 2                |
| 1995             | 清水             | -                | J                | 40               | 0                | -                | -                | 1                | 0                | 41               | 0                |
| 1996             | 清水             | -                | J                | 30               | 0                | 16               | 0                | 3                | 0                | 49               | 0                |
| 1997             | 清水             | 4                | J                | 29               | 0                | 6                | 0                | 0                | 0                | 35               | 0                |
| 1998             | 清水             | 4                | J                | 1                | 0                | 9                | 0                | -                | -                | 10               | 0                |
| 1998             | C大阪            | 36               | J                | 14               | 0                | 0                | 0                | 1                | 1                | 15               | 1                |
| 1999             | C大阪            | 4                | J1               | 9                | 0                | 0                | 0                | -                | -                | 9                | 0                |
| 1999             | 清水             | 33               | J1               | 0                | 0                | 0                | 0                | 2                | 0                | 2                | 0                |
| 通算             | 日本             | 日本             | J1               | 203              | 3                | 44               | 1                | 15               | 2                | 262              | 6                |
| 通算             | 日本             | 日本             | JSL1部           | 85               | 1                | 14               | 0                | 14               | 2                | 113              | 3                |
| 総通算           | 総通算           | 総通算           | 総通算           | 287              | 4                | 58               | 1                | 29               | 4                | 375              | 9                |

その他の公式戦
- 1989年
  - アジア・アフリカクラブ選手権 2試合0得点
- 1990年
  - コニカカップ 7試合0得点
- 1991年
  - コニカカップ 5試合0得点
  - アジアクラブ選手権 2試合0得点
- 1992年
  - ゼロックス・チャンピオンズ・カップ 2試合0得点
- 1996年
  - サントリーカップ 1試合0得点

- リーグ戦初出場 - 1993年5月16日対横浜フリューゲルス戦
- リーグ戦初得点 - 1993年5月22日対鹿島アントラーズ戦

## 個人タイトル
- 1993年 - Jリーグベストイレブン

## 代表歴

### 試合数
- 国際Aマッチ 58試合 2得点 (1986年 - 1995年)

| 日本代表 | 国際Aマッチ | 国際Aマッチ |
| 年       | 出場        | 得点        |
| -------- | ----------- | ----------- |
| 1986     | 2           | 0           |
| 1987     | 11          | 0           |
| 1988     | 1           | 0           |
| 1989     | 11          | 1           |
| 1990     | 6           | 0           |
| 1991     | 2           | 0           |
| 1992     | 7           | 0           |
| 1993     | 16          | 1           |
| 1994     | 0           | 0           |
| 1995     | 2           | 0           |
| 通算     | 58          | 2           |

### 出場
| No. | 開催日         | 開催都市         | スタジアム                         | 対戦相手         | 結果       | 監督           | 大会                         |
| --- | -------------- | ---------------- | ---------------------------------- | ---------------- | ---------- | -------------- | ---------------------------- |
| 1.  | 1986年08月01日 | クアラルンプール |                                    | マレーシア       | ●1-2(延長) | 石井義信       | ムルデカ大会                 |
| 2.  | 1986年09月22日 | 大田             |                                    | イラン           | ●0-2       | 石井義信       | アジア大会                   |
| 3.  | 1987年04月08日 | 東京都           | 国立霞ヶ丘競技場陸上競技場         | インドネシア     | ○3-0       | 石井義信       | オリンピック予選             |
| 4.  | 1987年04月12日 | 東京都           | 国立霞ヶ丘競技場陸上競技場         | シンガポール     | ○1-0       | 石井義信       | オリンピック予選             |
| 5.  | 1987年05月27日 | 広島県           | 広島県総合グランドメインスタジアム | セネガル         | △2-2       | 石井義信       | キリンカップ                 |
| 6.  | 1987年06月14日 | シンガポール     |                                    | シンガポール     | ○1-0       | 石井義信       | オリンピック予選             |
| 7.  | 1987年06月26日 | インドネシア     |                                    | インドネシア     | ○2-1       | 石井義信       | オリンピック予選             |
| 8.  | 1987年09月02日 | バンコク         |                                    | タイ             | △0-0       | 石井義信       | オリンピック予選             |
| 9.  | 1987年09月15日 | 東京都           | 国立霞ヶ丘競技場陸上競技場         | ネパール         | ○5-0       | 石井義信       | オリンピック予選             |
| 10. | 1987年09月18日 | 東京都           | 国立霞ヶ丘競技場陸上競技場         | ネパール         | ○9-0       | 石井義信       | オリンピック予選             |
| 11. | 1987年09月26日 | 東京都           | 国立霞ヶ丘競技場陸上競技場         | タイ             | ○1-0       | 石井義信       | オリンピック予選             |
| 12. | 1987年10月04日 | 広州             |                                    | 中華人民共和国   | ○1-0       | 石井義信       | オリンピック予選             |
| 13. | 1987年10月26日 | 東京都           | 国立霞ヶ丘競技場陸上競技場         | 中華人民共和国   | ●0-2       | 石井義信       | オリンピック予選             |
| 14. | 1988年10月26日 | 東京都           | 国立霞ヶ丘競技場陸上競技場         | 韓国             | ●0-1       | 横山謙三       | 日韓定期戦                   |
| 15. | 1989年01月20日 | テヘラン         |                                    | イラン           | △2-2       | 横山謙三       | 国際親善試合                 |
| 16. | 1989年05月05日 | ソウル           |                                    | 韓国             | ●0-1       | 横山謙三       | 日韓定期戦                   |
| 17. | 1989年05月10日 | 東京都           | 国立西が丘サッカー場               | 中華人民共和国   | △2-2       | 横山謙三       | 国際親善試合                 |
| 18. | 1989年05月13日 | 岡山県           | 岡山県総合グラウンド陸上競技場     | 中華人民共和国   | ○2-0       | 横山謙三       | 国際親善試合                 |
| 19. | 1989年05月22日 | 香港             |                                    | 香港             | △0-0       | 横山謙三       | ワールドカップ予選           |
| 20. | 1989年05月28日 | インドネシア     |                                    | インドネシア     | △0-0       | 横山謙三       | ワールドカップ予選           |
| 21. | 1989年06月04日 | 東京都           | 国立霞ヶ丘競技場陸上競技場         | 北朝鮮           | ○2-1       | 横山謙三       | ワールドカップ予選           |
| 22. | 1989年06月11日 | 東京都           | 国立西が丘サッカー場               | インドネシア     | ○5-0       | 横山謙三       | ワールドカップ予選           |
| 23. | 1989年06月18日 | 愛知県           | 神戸総合運動公園ユニバー記念競技場 | 香港             | △0-0       | 横山謙三       | ワールドカップ予選           |
| 24. | 1989年06月25日 | 平壌             |                                    | 北朝鮮           | ●0-2       | 横山謙三       | ワールドカップ予選           |
| 25. | 1989年07月23日 | リオデジャネイロ |                                    | ブラジル         | ●0-1       | 横山謙三       | 国際親善試合                 |
| 26. | 1990年07月27日 | 北京             |                                    | 韓国             | ●0-2       | 横山謙三       | ダイナスティカップ           |
| 27. | 1990年07月29日 | 北京             |                                    | 中華人民共和国   | ●0-1       | 横山謙三       | ダイナスティカップ           |
| 28. | 1990年07月31日 | 北京             |                                    | 北朝鮮           | ●0-1       | 横山謙三       | ダイナスティカップ           |
| 29. | 1990年09月26日 | 北京             |                                    | バングラデシュ   | ○3-0       | 横山謙三       | アジア大会                   |
| 30. | 1990年09月28日 | 北京             |                                    | サウジアラビア   | ●0-2       | 横山謙三       | アジア大会                   |
| 31. | 1990年10月01日 | 北京             |                                    | イラン           | ●0-1       | 横山謙三       | アジア大会                   |
| 32. | 1991年06月02日 | 山形県           | 山形県総合運動公園陸上競技場       | タイ             | ○1-0       | 横山謙三       | キリンカップ                 |
| 33. | 1991年07月27日 | 長崎県           | 長崎県立総合運動公園陸上競技場     | 韓国             | ●0-1       | 横山謙三       | 日韓定期戦                   |
| 34. | 1992年05月31日 | 東京都           | 国立霞ヶ丘競技場陸上競技場         | アルゼンチン     | ●0-1       | ハンス・オフト | キリンカップ                 |
| 35. | 1992年06月07日 | 愛媛県           | 愛媛県総合運動公園陸上競技場       | ウェールズ       | ●0-1       | ハンス・オフト | キリンカップ                 |
| 36. | 1992年08月22日 | 北京             |                                    | 韓国             | △0-0       | ハンス・オフト | ダイナスティカップ           |
| 37. | 1992年10月30日 | 広島県           | 広島県立びんご運動公園陸上競技場   | アラブ首長国連邦 | △0-0       | ハンス・オフト | アジアカップ                 |
| 38. | 1992年11月03日 | 広島県           | 広島広域公園陸上競技場             | イラン           | ○1-0       | ハンス・オフト | アジアカップ                 |
| 39. | 1992年11月06日 | 広島県           | 広島県総合グランドメインスタジアム | 中華人民共和国   | ○3-2       | ハンス・オフト | アジアカップ                 |
| 40. | 1992年11月08日 | 広島県           | 広島広域公園陸上競技場             | サウジアラビア   | ○1-0       | ハンス・オフト | アジアカップ                 |
| 41. | 1993年03月07日 | 福岡県           | 東平尾公園博多の森陸上競技場       | ハンガリー       | ●0-1       | ハンス・オフト | キリンカップ                 |
| 42. | 1993年03月14日 | 東京都           | 国立霞ヶ丘競技場陸上競技場         | アメリカ合衆国   | ○3-1       | ハンス・オフト | キリンカップ                 |
| 43. | 1993年04月08日 | 愛知県           | 神戸総合運動公園ユニバー記念競技場 | タイ             | ○1-0       | ハンス・オフト | ワールドカップ予選           |
| 44. | 1993年04月11日 | 東京都           | 国立霞ヶ丘競技場陸上競技場         | バングラデシュ   | ○8-0       | ハンス・オフト | ワールドカップ予選           |
| 45. | 1993年04月15日 | 東京都           | 国立霞ヶ丘競技場陸上競技場         | スリランカ       | ○5-0       | ハンス・オフト | ワールドカップ予選           |
| 46. | 1993年04月18日 | 東京都           | 国立霞ヶ丘競技場陸上競技場         | アラブ首長国連邦 | ○2-0       | ハンス・オフト | ワールドカップ予選           |
| 47. | 1993年04月28日 | ドバイ           |                                    | タイ             | ○1-0       | ハンス・オフト | ワールドカップ予選           |
| 48. | 1993年04月30日 | ドバイ           |                                    | バングラデシュ   | ○4-1       | ハンス・オフト | ワールドカップ予選           |
| 49. | 1993年05月05日 | ドバイ           |                                    | スリランカ       | ○6-0       | ハンス・オフト | ワールドカップ予選           |
| 50. | 1993年05月07日 | アル・アイン     |                                    | アラブ首長国連邦 | △1-1       | ハンス・オフト | ワールドカップ予選           |
| 51. | 1993年10月04日 | 東京都           | 国立霞ヶ丘競技場陸上競技場         | コートジボワール | ○1-0(延長) | ハンス・オフト | アフロ・アジア選手権         |
| 52. | 1993年10月15日 | ドーハ           |                                    | サウジアラビア   | △0-0       | ハンス・オフト | ワールドカップ予選           |
| 53. | 1993年10月18日 | ドーハ           |                                    | イラン           | ●1-2       | ハンス・オフト | ワールドカップ予選           |
| 54. | 1993年10月21日 | ドーハ           |                                    | 北朝鮮           | ○3-0       | ハンス・オフト | ワールドカップ予選           |
| 55. | 1993年10月25日 | ドーハ           |                                    | 韓国             | ○1-0       | ハンス・オフト | ワールドカップ予選           |
| 56. | 1993年10月28日 | ドーハ           |                                    | イラク           | △2-2       | ハンス・オフト | ワールドカップ予選           |
| 57. | 1995年01月06日 | リヤド           |                                    | ナイジェリア     | ●0-3       | 加茂周         | インターコンチネンタル選手権 |
| 58. | 1995年01月08日 | リヤド           |                                    | アルゼンチン     | ●1-5       | 加茂周         | インターコンチネンタル選手権 |

### 得点数
| # | 開催日         | 開催地 | 会場                 | 相手         | 結果 | 大会               |
| - | -------------- | ------ | -------------------- | ------------ | ---- | ------------------ |
| 1 | 1989年06月11日 | 東京都 | 国立西が丘サッカー場 | インドネシア | ○5-0 | ワールドカップ予選 |
| 2 | 1993年04月28日 | ドバイ |                      | タイ         | ○1-0 | ワールドカップ予選 |

## ゲームソフト
- FIFA 13 ワールドクラス サッカー（EA SPORTS）解説（実況・西岡明彦）
- FIFA 14 ワールドクラス サッカー（EA SPORTS）解説（実況・西岡明彦）
- FIFA 15 ワールドクラス サッカー（EA SPORTS）解説（実況・西岡明彦）
- FIFA 16 ワールドクラス サッカー（EA SPORTS）解説（実況・西岡明彦）